# Heteronyx minutus
Heteronyx minutus är en skalbaggsart som beskrevs av Blackburn 1910. Heteronyx minutus ingår i släktet Heteronyx och familjen Melolonthidae. Inga underarter finns listade i Catalogue of Life.